# Bruck (Erlangen)
Bruck ([bʁʊk] ⓘ) ist eine Gemarkung im Stadtteil Süd der kreisfreien Stadt Erlangen im bayerischen Regierungsbezirk Mittelfranken.

## Geschichte

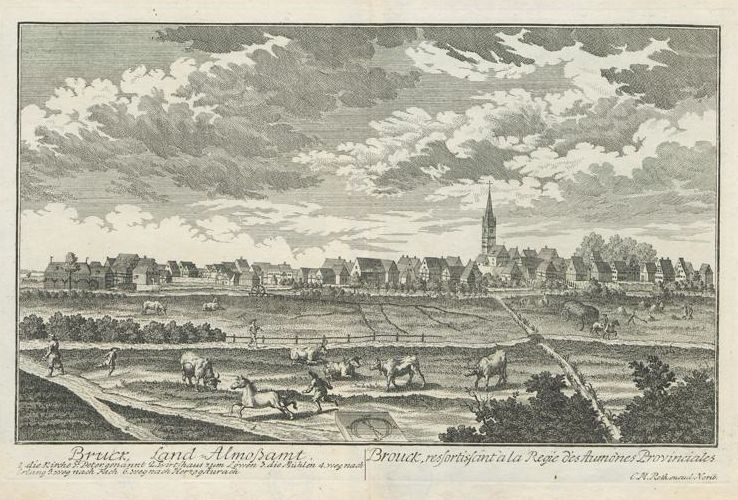
Kupferstich von C.M. Roth, 1760

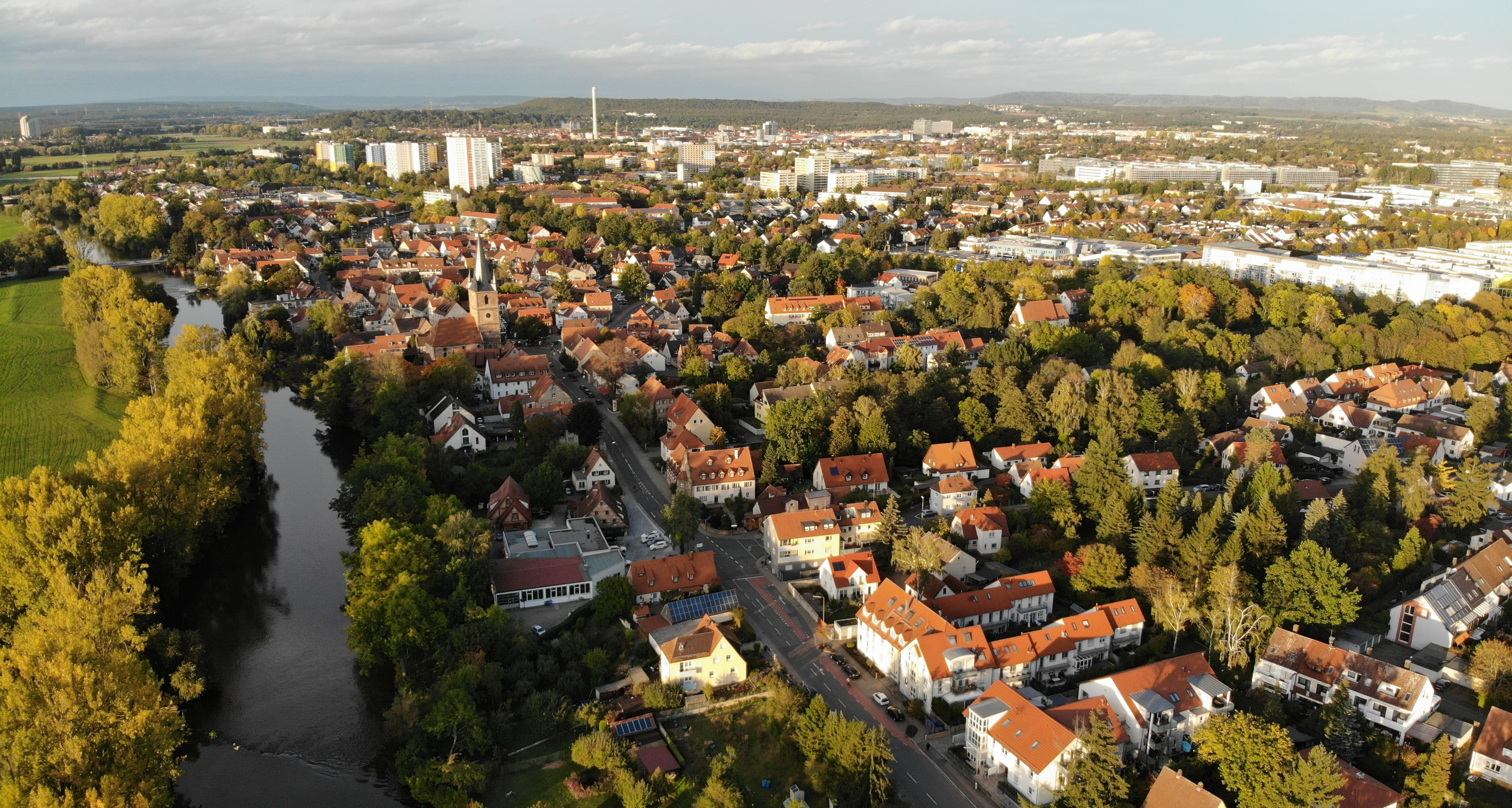
Luftbild von Erlangen-Bruck 2019

Als Brucca im 11. Jahrhundert entstanden, wurde der Ort 1282 erstmals urkundlich erwähnt. König Rudolf belehnte damals den Nürnberger Burggrafen Friedrich V. mit dem Dorf aus dem Nürnberger Reichsgut. 1374 wurden die Nürnberger Burggrafen zusätzlich mit Zoll und Geleit belehnt. Die Grundherrschaften teilten sich seit dem 14. Jahrhundert Burggraf, Bürger und kirchliche Einrichtungen aus Nürnberg sowie die Ansbacher Markgrafen.
Es gab in Bruck mehrere Herrensitze:
- Der so genannte „Rudelshof“ (Fürther Straße 33), seit dem 16. Jahrhundert im Besitz von Nürnberger Patrizierfamilien (zuletzt der Tucher) wurde 1687 von Melchior Christian von Mayersbach erworben, der 1687/88 ein zweigeschossiges Herrenhaus mit einem Erker erbaute. Nach dem Wegzug Mayersbachs wurde der Herrenhof jedoch zerschlagen und die Ländereien und Hofgebäude getrennt verkauft. Der breite, 1728 veränderte Walmdachbau fiel 1966 einem Neubau zum Opfer.
- Ein weiterer Herrensitz befand sich daneben, in der Fürther Straße 36. Er war bis 1417 im Besitz des Hans Remar/Reymar zu Buckenhof und wechselte im 15. Jahrhundert häufig den Besitzer. Als der Sitz 1548 an den Nürnberger Patrizier Sigmund Pfinzing d. Ä. veräußert wurde, zog der Markgraf nach einem Prozess das Mannlehen 1561 ein, da die Veräußerung an einen einflussreichen Nürnberger Ratsherren ohne seine Zustimmung erfolgt war. Die seinerzeit als baufällig bezeichnete Liegenschaft wurde ab 1562 vom Markgraftum als Erbzinslehen vergeben. Ab 1600 folgten jüdische Besitzer, die das im Dreißigjährigen Krieg niedergebrannte Haus wieder aufbauten und teilweise auch als Synagoge nutzten. 1876 wurde es an einen Büttnermeister verkauft, der es unter weitgehenden Bestandsverlusten umbaute. In der jüngsten Zeit wurde das Haus erneut stark verändert, doch blieb dabei der vermutlich frühneuzeitliche Keller mit einer Mikwe des 16. oder 17. Jahrhunderts erhalten.
- Das „Steinhaus“ (im Bereich Fürther Straße 47–49) wurde bereits 1632/34 im Dreißigjährigen Krieg zerstört. Es wurde 1477 als Amtmannssitz für Grundbesitzungen errichtet, die zum Reichslehen Heroldsberg gehörten, das seit 1391 an die Nürnberger Patrizierfamilie Geuder von Heroldsberg vergeben waren. Später wurde es von den Geudern an Erbrechtler verliehen. Nach seiner Zerstörung wurde die Ruine als „das Steinhauß..., das einem Schlößlein gleich gesehen“ bezeichnet. An der Stelle wurde in der zweiten Hälfte des 19. Jahrhunderts die Hummelmannsche Mälzerei errichtet, die 1919 abbrannte. Im 20. Jahrhundert wurde das Grundstück mit einem Wohnhaus modern überbaut.

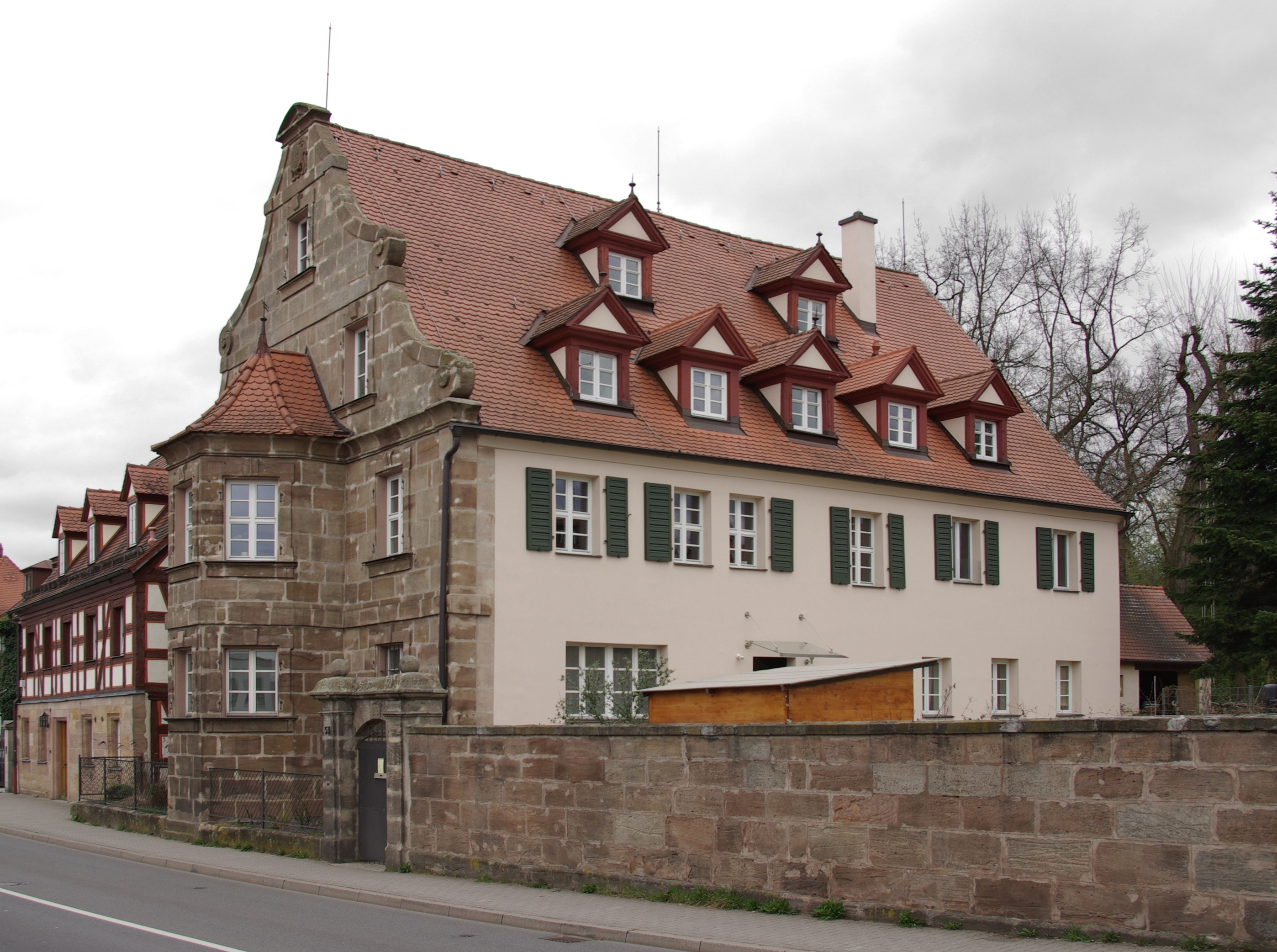
Keltschenschloss

- KeltschenschlossDas „Keltschenschloss“ (Fürther Straße 53) gehörte um 1400 Cuntz Hewplinn, dem von 1481 bis nach 1513 die Familie Humser folgte. Der Name geht auf die irrige Annahme zurück, der Brucker Fuhrmann Cunz Keltsch habe dort gewohnt, der sich von 1501 bis mindestens 1505 mit Unterstützung der Markgrafen eine Fehde mit der Reichsstadt Nürnberg geliefert hatte. Das den Geuder von Heroldsberg grundbare und im Dreißigjährigen Krieg um 1633 niedergebrannte Anwesen wurde noch vor Kriegsende 1649 als Wirtshaus wiederaufgebaut. Es besaß nur um 1800 kurzzeitig den Status eines Herrenhauses, nachdem es der Arzt Georg Pfann 1724 mit Schweifgiebeln sowie einem Turmerker versehen hatte. In der zweiten Hälfte des 18. Jahrhunderts wurde hier wieder das schon seit 1702 unter diesem Namen bekannte Wirtshaus Zum goldenen Bären betrieben. 1801 verkauften die Geuder das Anwesen, 1828 entstand dort eine Tabakfabrik. Es ist heute in Privatbesitz.

Im Ersten Markgrafenkrieg wurde der Ort 1449 niedergebrannt. Auch im Dreißigjährigen Krieg wurde der Ort weitgehend zerstört. Dennoch entwickelte sich die an der Regnitz gelegene Ansiedlung wegen ihrer verkehrsgünstigen Lage an der einzigen Regnitzbrücke zwischen Vach und Baiersdorf zu einem blühenden Dorf. Zahlreiche Fuhrleute und Wirte lebten dort, zeitweilig gab es vier Brauereien. Ab dem 17. Jahrhundert florierte zusätzlich zum Handel die Tabakverarbeitung.

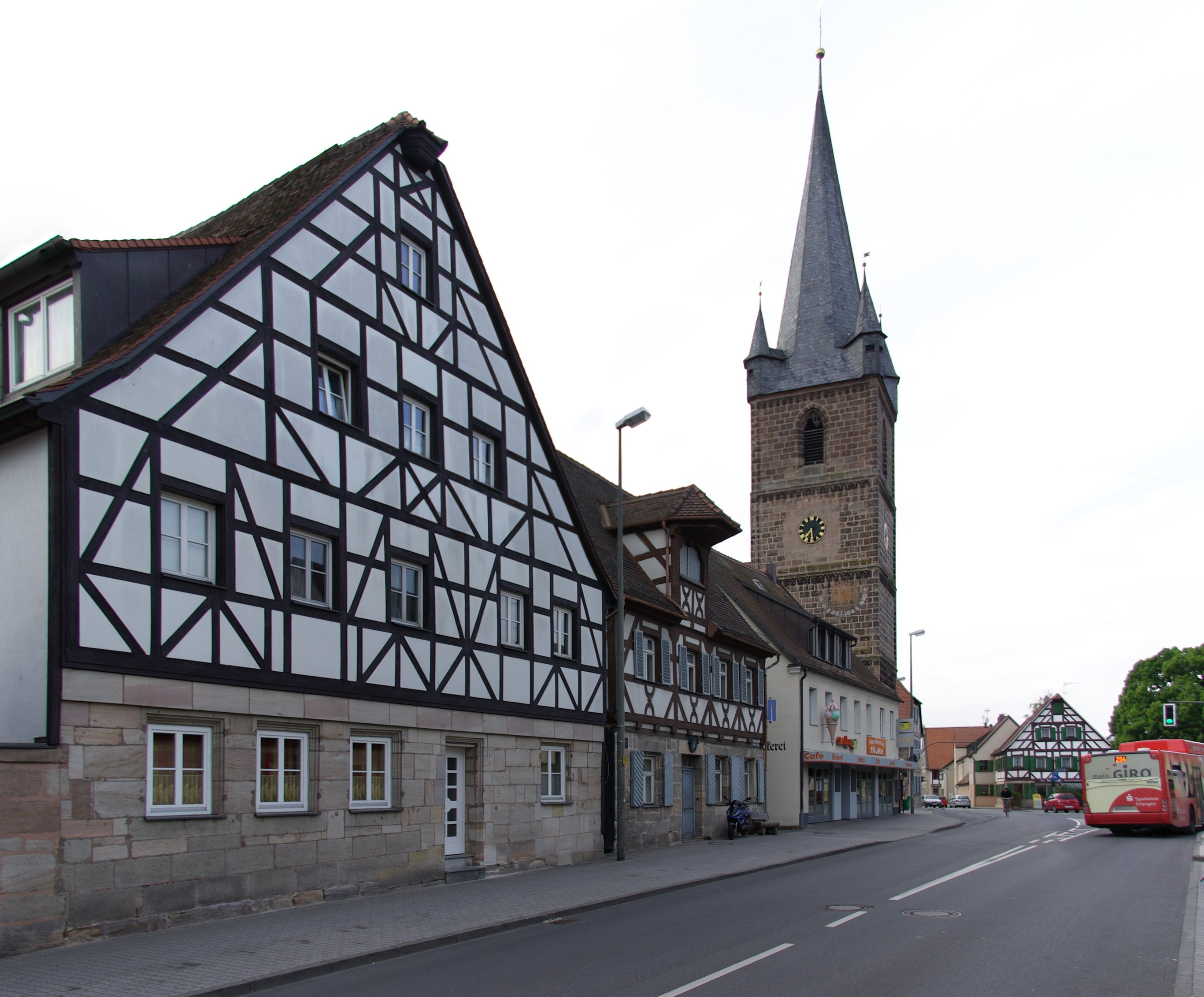
Fachwerkhäuser an der Fürther Straße und Evangelische Kirche St. Peter und Paul, 2010

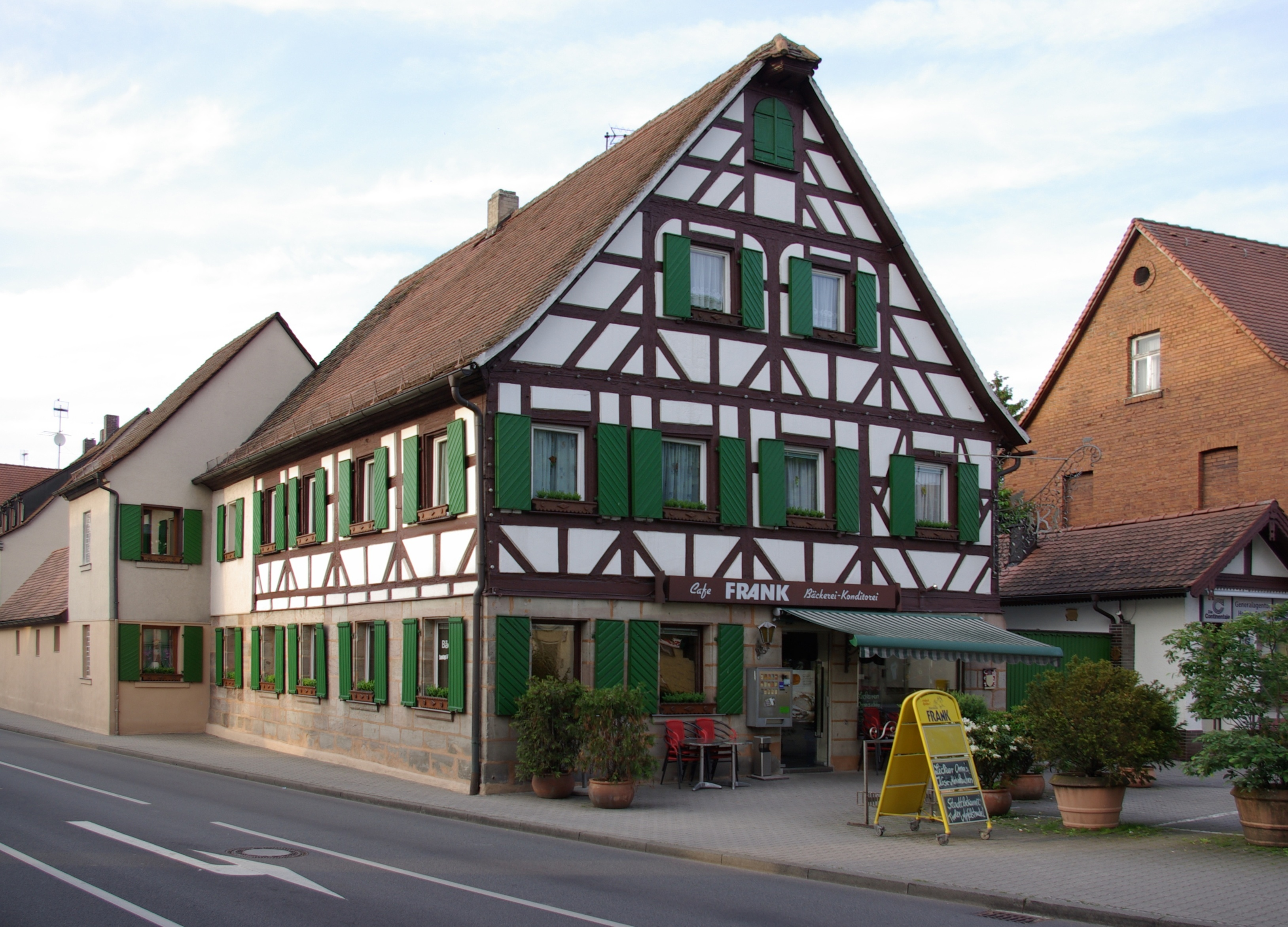
Ehemaliges Gasthaus Zum Goldenen Schiff, Fürther Straße 27 (früher Haus Nr. 95), 2010

In den 1840er Jahren wurde Bruck zum Hafenort, als der 1835 bis 1846 erbaute Ludwig-Donau-Main-Kanal den Ort erreichte. Es gab dort eine Ladestelle (Anlände) für den Güterumschlag. 1950 wurde der Ludwigskanal wieder aufgelassen und in den 1960er Jahren vollständig mit der Bundesautobahn 73 überbaut. An der Stelle der ehemaligen Anlegestelle steht heute der Wohnblock in der Keltschstraße 1.
Der Ausbau der Eisenbahnstrecke von Nürnberg nach Erlangen und weiter bis Bamberg ließ Brucks Bedeutung zunächst sinken. Erst durch die Eröffnung der Eisenbahnstrecke nach Herzogenaurach 1894 erhielt Bruck einen eigenen Bahnhof.
Die nahen Erlanger Industriebetriebe führten dazu, dass sich Bruck im 19. Jahrhundert vom Dorf zur Arbeitersiedlung entwickelte. Der Ort wuchs immer näher an Erlangen heran.
Am 15. September 1924 erfolgte die Eingemeindung nach Erlangen. Die Bebauung wuchs stetig weiter. Im Südosten Brucks entstand 1939 jenseits der Eisenbahnlinie eine Werksiedlung mit kleinen Einfamilienhäusern.
Am 8. Juli 1932 demonstrierten Arbeiter auf dem Marktplatz in Bruck gegen die Nationalsozialisten in Erlangen. An der von SPD, Eiserner Front, KPD und Rotfront initiierten Versammlung nahmen etwa 3000 Menschen teil.
Auf dem Anger, einem ehemaligen Weideland und späteren Exerzierplatz, errichtete die Baugenossenschaft für das Verkehrspersonal in den 1920er Jahren eine weitere Siedlung. Diese wurde nach dem Zweiten Weltkrieg ein Schwerpunkt des sozialen Wohnungsbau in Erlangen. Bis 1974 wuchs die Einwohnerzahl allein dieses Viertels auf 8.230 an, sank jedoch bis 1999 wieder auf 6.700. Mit 27 Prozent weist dieses Viertel den höchsten Ausländeranteil innerhalb Erlangens auf.
Durch die starke bauliche Erweiterung mit vielen Hochhausbauten sowie die Nähe der Bundesautobahn hat Bruck insgesamt seinen dörflichen Charakter verloren. Dieser ist jedoch im alten Ortskern um die Wehrkirche noch zu spüren.

## Einwohnerentwicklung
- 1814: 01.155 Einwohner
- 1924: 02.255 Einwohner (in diesem Jahr Eingemeindung nach Erlangen)
- 2001: 20.700 Einwohner

## Religion

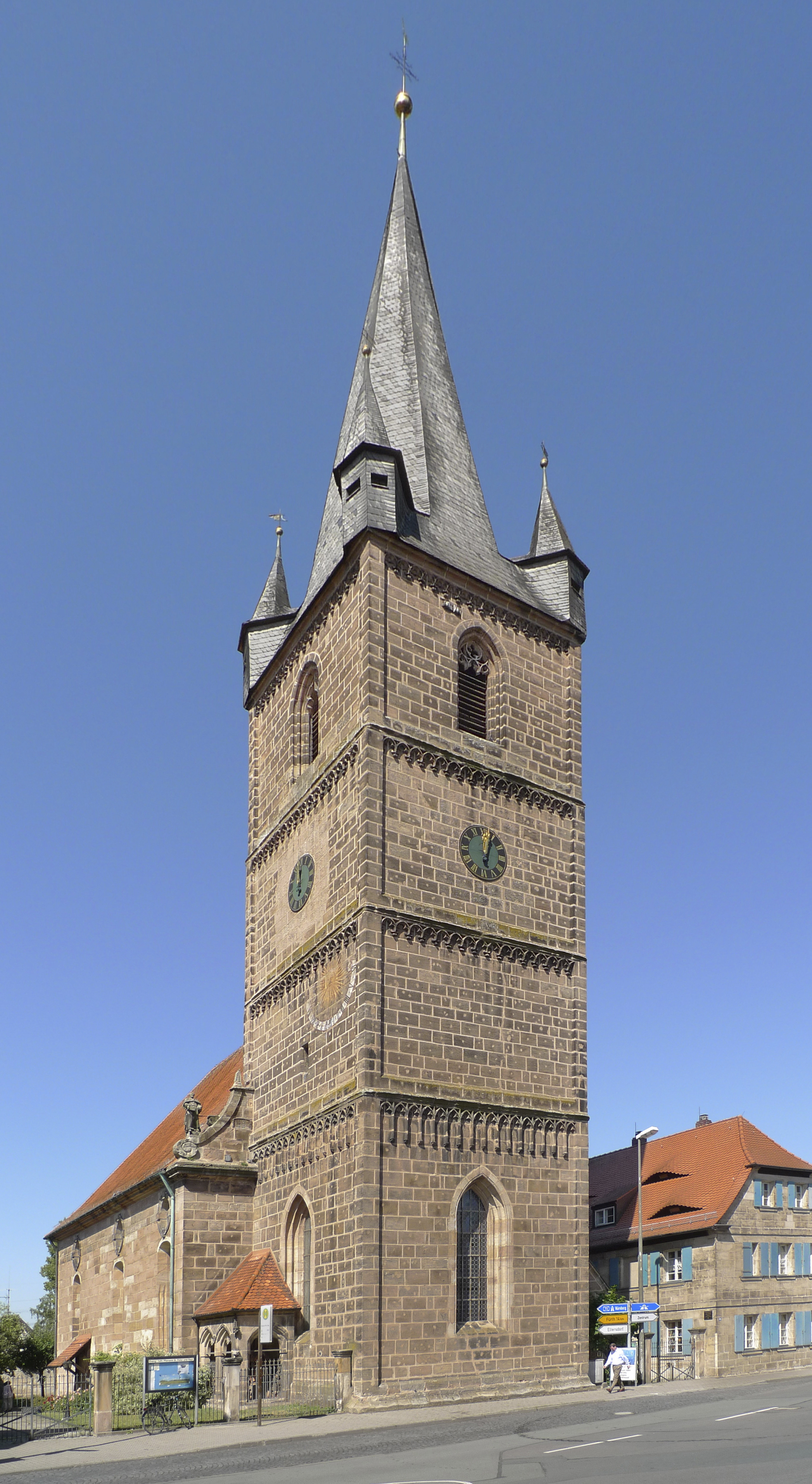
Evangelische Kirche St. Peter und Paul, 2009

Seit der Reformation 1527 war Bruck evangelisch-lutherisch geprägt. Zur Gemeinde St. Peter und Paul gehören 2001 etwa 4.620 Mitglieder.

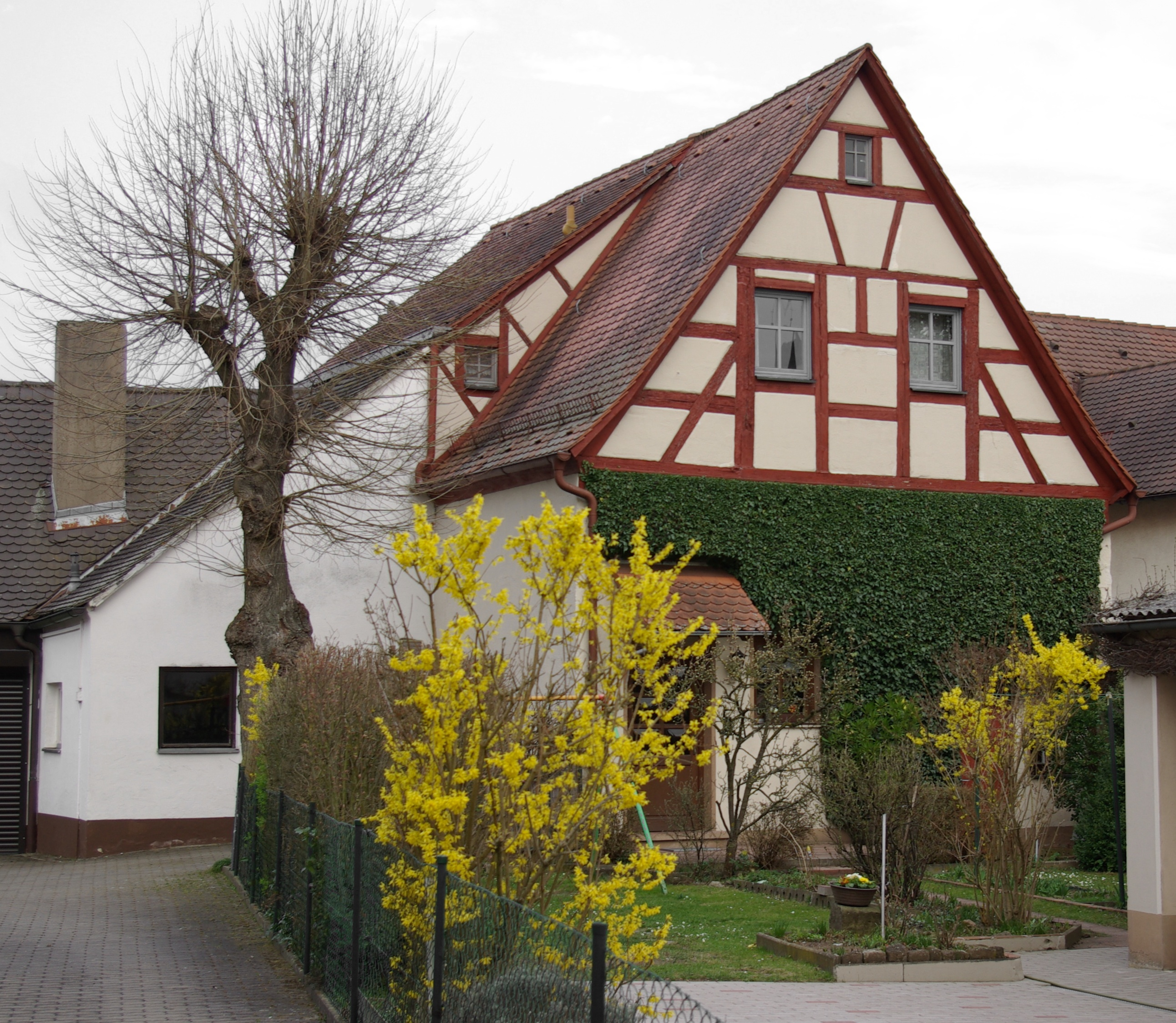
Ehemalige Synagoge, Judengasse 1a (früher Haus Nr. 58), 2011

Vom 17. bis zum Anfang des 20. Jahrhunderts bestand eine bedeutende jüdische Gemeinde in Bruck. 1763 wurden 37 jüdische Familien am Ort gezählt, 1811 184 jüdische Einwohner (15 % der Gesamteinwohnerschaft). Zwischen 1860 und 1900 verzogen die meisten Familien in das für eine jüdische Niederlassung wieder offene Erlangen. Die Erlanger jüdische Gemeinde war zunächst Filialgemeinde zu Bruck (Israelitische Kultusgemeinde Bruck-Erlangen). Die ehemalige Synagoge in der Judengasse 1a (früher Haus Nr. 58) ist erhalten und wird für Lager- und Wohnzwecke genutzt.

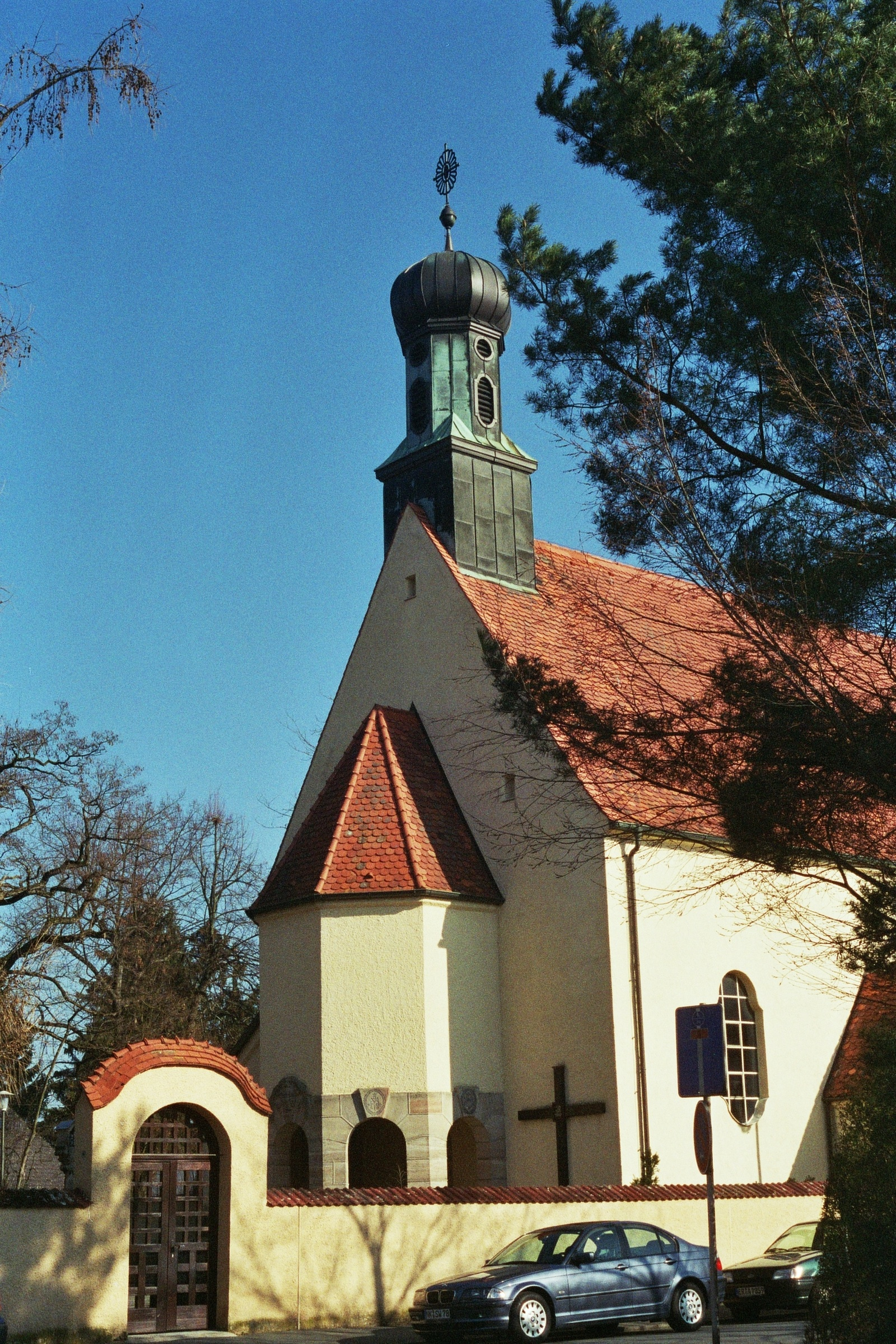
Katholische Kirche St. Peter und Paul, 2010

Die wenigen verbliebenen Katholiken wurden bis zur Einrichtung einer Kuratie in Erlangen (1784) durch die Pfarrei St. Xystus in Büchenbach betreut. Doch erst 1908 erhielten die Brucker Katholiken mit der Weihe der Kirche St. Peter und Paul eine eigene Kirche. Am 8. November 1924 erhielt Bruck einen eigenen Kaplan und wurde zur Kuratie. Über vier Jahrhunderte nach der Reformation wurde diese Kuratie am 1. November 1956 zur Pfarrei erhoben. Im Jahr 2001 zählte die Pfarrgemeinde 2750 Mitglieder.
Um dem raschen Anstieg der katholischen Bevölkerung Rechnung zu tragen, wurde für das nördliche Bruck am 24. August 1967 eine weitere Pfarrei namens Heilig Kreuz errichtet. Die Seelsorge übernahmen die Karmeliten, die direkt neben der 1969 geweihten modernen Kirche ein Kloster errichteten.
Die seit mindestens 1903 in Erlangen vertretenen Siebenten-Tags-Adventisten haben 1995 in Bruck ein neues Gemeindezentrum bezogen. Die im Jahr 2003 gegründete Adventgemeinde ERlebt hat im Oktober 2007 in der Gutenbergstr. 1 die zweite Adventistenkirche in Bruck eingeweiht. Zwischen beiden Gemeinden besteht eine gute Zusammenarbeit. Die Adventisten nehmen am Erlanger Stadtgeschehen aktiv teil. Ihr soziales Engagement zeigt sich unter anderem an der Pfadfinderarbeit (Stamm „Erlanger Markgrafen“) oder an öffentlichen Blutspendeaktionen, die in den Gemeinderäumen durchgeführt werden. Der Verein „Christen für Kultur e. V.“ wurde im Jahr 1999 von Erlanger Adventisten gegründet.
Die Erlanger Zeugen Jehovas haben seit 1980 in Bruck einen Königreichssaal.

## Kultur und Sehenswürdigkeiten

### Bauwerke

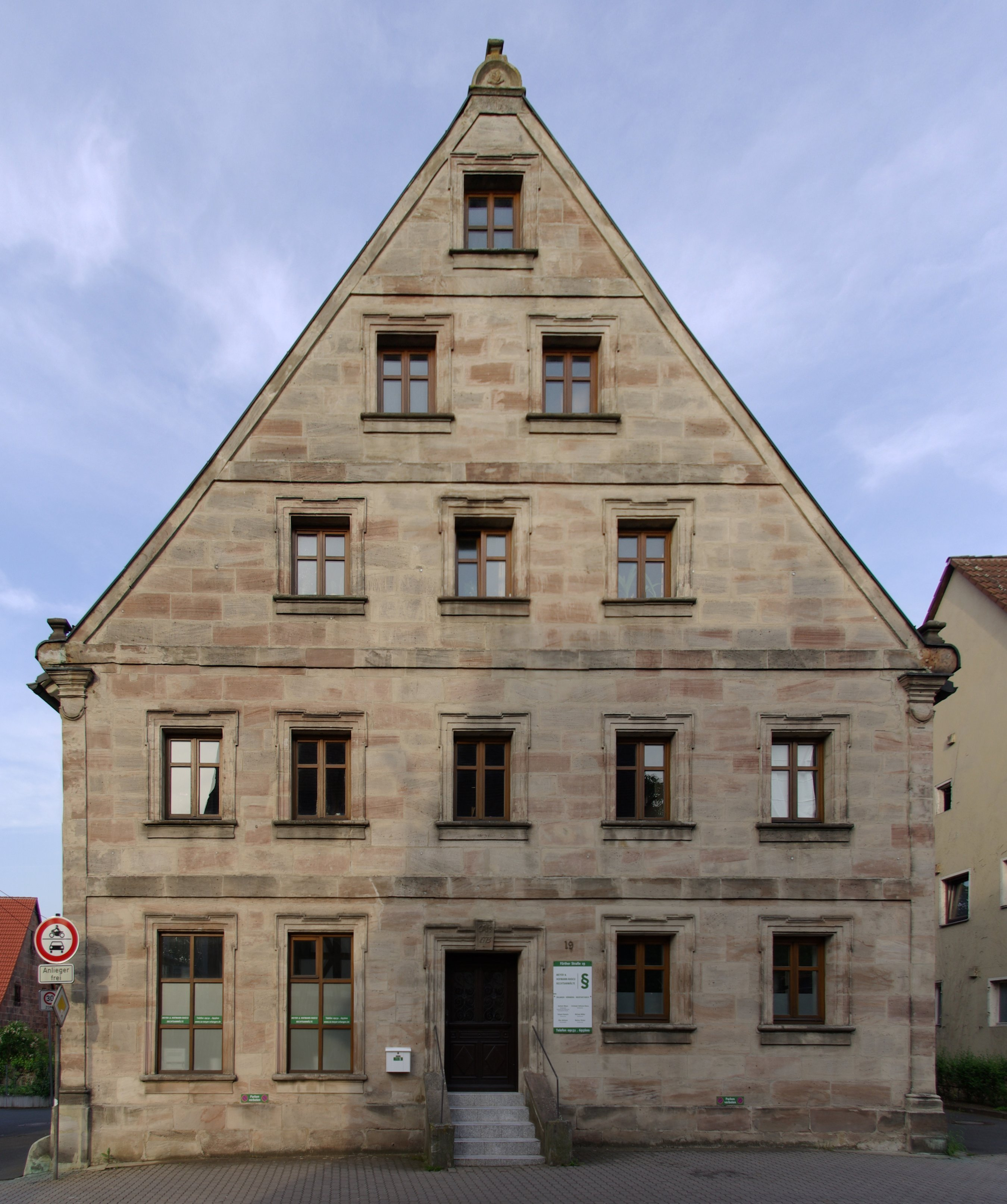
Ehemaliges Gasthaus Zum Schwarzen Adler, Fürther Straße 19 (früher Haus Nr. 91), 2010

Wichtigstes Wahrzeichen ist die evangelisch-lutherische Kirche St. Peter und Paul. Diese liegt im Zentrum des alten Dorfes direkt an der Regnitz. Der Baubeginn für diese Kirche lag im 13. Jahrhundert. Der 68 Meter hohe Chorturm besteht aus vier klar gegliederten Geschossen und ist mit einem achtseitigen Spitzhelm sowie vier Scharwachttürmchen versehen. Der ursprünglich spätromanische Bau wurde mehrfach verändert. Das kurze Langhaus weist gotische Elemente unter anderem am Nord- und Südportal auf. Der Innenraum ist durch die Barockisierung geprägt, die während der durch die nach dem Dreißigjährigen Krieg erforderlich gewordenen Instandsetzung 1726 vollendet wurde. Im Inneren der Saalkirche ergibt sich durch die Doppelempore von 1660, die Kanzel von 1680, das Kirchengestühl und die Chorschranken aus der Zeit um 1700 sowie der Stuck und das Deckengemälde von 1726/27 ein geschlossener Eindruck barocker Kirchenbaukunst.

### Naturdenkmäler

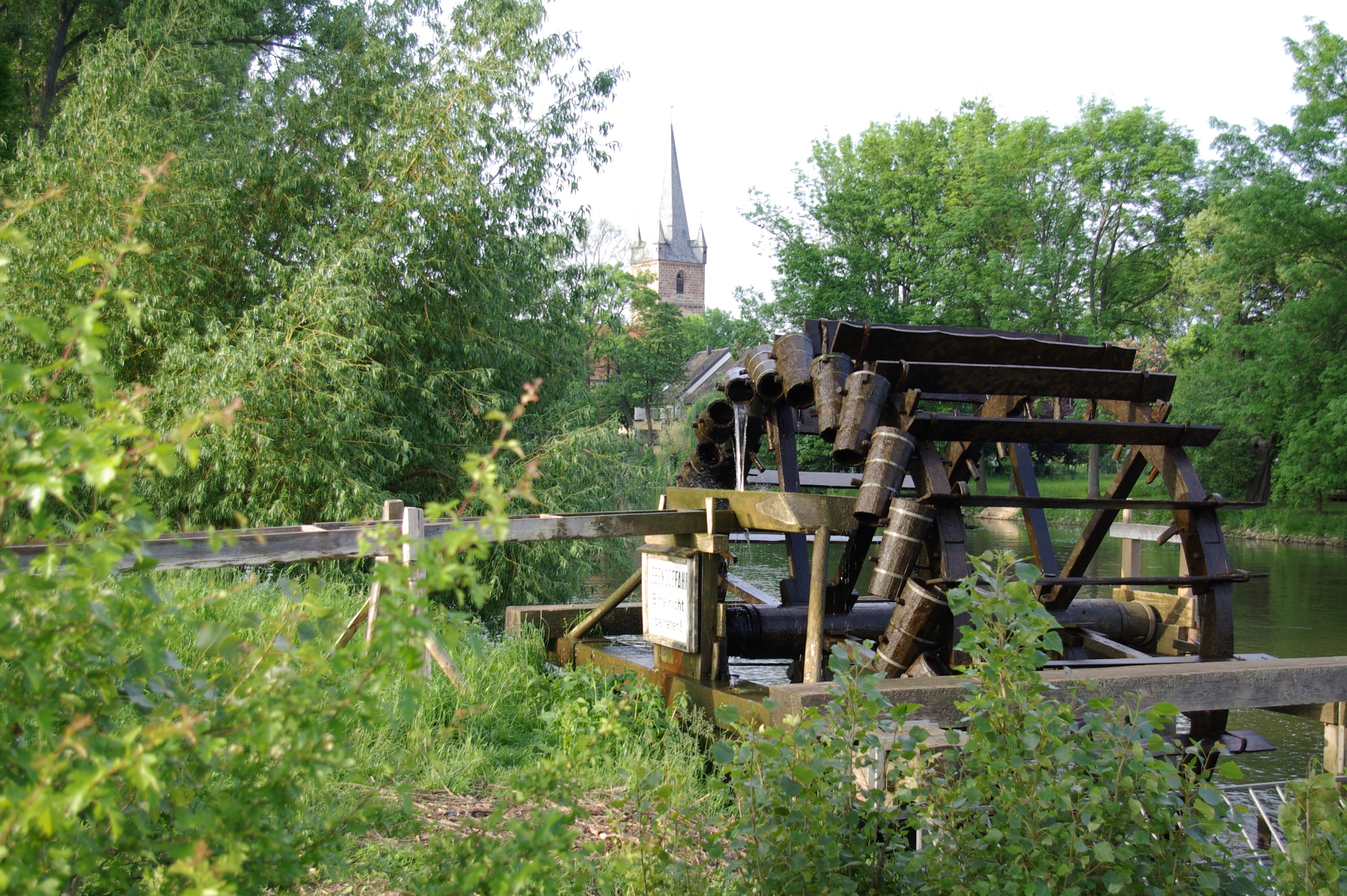
Wasserschöpfrad an der Regnitz, 2010

Östlich von Bruck findet sich das Waldgebiet Brucker Lache. In den Aurachwiesen an der Regnitz wurde im Jahr 2004 ein Biotop mit einem historischen Wasserschöpfrad angelegt.

### Sport
Zur Verteidigungsfähigkeit der Ansiedlung Bruck wurden nach dem Dreißigjährigen Krieg auf Betreiben der Nürnberger Patrizier und des brandenburgischen Markgrafen je eine Schießgesellschaft gebildet. Das war einmal die „Nürnberger Schützengesellschaft“ und im Jahr 1673 die „Brandenburgische Schützengesellschaft“. Letztere existiert auch heute noch unter der Bezeichnung Schützengesellschaft 1673 Erlangen-Bruck deren Schützenhaus heute noch an gleicher Stelle wie das erste Schützenhaus, welches im Jahr 1674 errichtet wurde, steht.
Der Turnverein 1861 Erlangen-Bruck wurde am 11. August 1861 gegründet. Seine 400 Mitglieder betreiben in der Hauptsache Handball, Tennis und Breitensport.
Der Fußball- und Sportverein Erlangen-Bruck wurde im Sommer 1916 zunächst unter dem Namen 1. Fußballclub Markt Bruck gegründet. Der heutige Mehrspartenverein mit rund 1100 Mitgliedern verfügt über ein 60.000 Quadratmeter großes Gelände. Besonders erfolgreich ist der Verein im Jugendfußball. Die 1. Mannschaft der Herren spielt seit der Saison 2008/09 in der fünftklassigen Bayernliga.
Der FSV Erlangen-Bruck organisiert alljährlich zum Feiertag am 6. Januar das Drei-Königs-Hallenfußballturnier für Amateurvereine aus Erlangen und Umgebung. Dieses Turnier gilt als Höhepunkt der Erlanger Hallensaison.
Ein weiterer großer Verein ist der ATSV 1898 Erlangen e. V., der als „Arbeiterturnverein“ mit der Turnabteilung gegründet wurde. 1913 wurde der Verein durch die Fußballabteilung vergrößert. Mit 12 Abteilungen hat er zurzeit über 1200 Mitglieder.
Nach dem Krieg begann der Wiederaufbau des Vereins mit Gründungen folgender Abteilungen: Judo (1949), Kegeln (1960), Tischtennis (1967), Kanu, Volleyball und Tennis (1975). Die Billardabteilung (1979) spielt schon seit Jahren in der ersten Bundesliga sehr erfolgreich.
Nach einer langen Geschichte wurden noch die Abteilungen Badminton (1992) und zuletzt Kickboxen, Iaido und Kendō gegründet.

### Fasching
Das größte öffentliche Ereignis in Bruck ist der alljährliche Fastnachtszug am Faschingssonntag, der heute am Marktplatz vor der Kirche um 14 Uhr beginnt und an der Sporthalle der Eichendorffschule endet. Diesen organisiert die 1970 gegründete Faschingsgesellschaft Brucker Gaßhenker. Die Anzahl der Wagen liegt meist bei um die 30, neben anderen Faschingsgesellschaften aus der Region gibt es auch eine internationale Beteiligung zum Beispiel von Gruppen aus Australien. Wie andernorts wählen die Brucker Gaßhenker ebenfalls ein Prinzen- und Kinderprinzenpaar. Der Name Brucker Gaßhenker rührt von der Legende her, dass die Einwohner Brucks während einer Belagerung und dem Mangel an Viehfutter einer Geiß ein Seil um den Hals legten und an der Kirche hochzogen, damit sie auf der Kirchenmauer das Gras fressen konnte. Dabei erstickte die Geiß und streckte die Zunge heraus, worauf die Brucker ausriefen: „Seht, sie verlangt schon nach dem leckeren Gras“. Dieser Schildbürgerstreich wurde als Name der Faschingsgesellschaft gewählt.

### Verkehr
Der Stadtteil wird durch zwei große Verkehrswege in Nord-Süd-Richtung geteilt. Zum einen verläuft auf der Trasse des ehemaligen Ludwig-Donau-Main-Kanals die Bundesautobahn 73, welche unmittelbar südlich im Kreuz Fürth/Erlangen mit der Bundesautobahn 3 verbunden ist. Der alte Ortskern liegt westlich davon. Zum anderen befindet sich etwas weiter östlich die Bahnstrecke Nürnberg–Bamberg mit dem S-Bahnhof Erlangen-Bruck. Die Zweigstrecke nach Herzogenaurach führt von vorgenanntem Bahnhof in westlicher Richtung nach Frauenaurach und weiter zum Hafen Erlangen. Sie wird nur noch für Transporte des Zweckverbandes Abfallwirtschaft genutzt.
Bruck liegt am Main-Donau-Kanal und verfügt mit dem Erlanger Hafen sowie der Lände Frauenaurach über zwei naheliegende trimodale Güterverkehrszentren. An der Lände Erlangen ist auch eine Anbindung zu der Personenschifffahrt möglich.

## Persönlichkeiten
- Der Kantor, Schulleiter und geistliche Dichter Sebald Heyden (* 8. Dezember 1499 in Bruck; † 9. Juli 1561 in Nürnberg) verbrachte seine Kindheit in Bruck.

## Sonstiges
Die Erlanger Fun-Metal-Band J.B.O. verfasste einen Song über diesen Stadtteil: No Sleep 'Til Bruck. Ein weiteres Lied von J.B.O. mit ähnlichem Thema ist das Heimatlied mit der Schlusszeile: „Milchstraße - Sonnensystem - Erde - Europa - Süddeutschland - Franken - Erlangen - Bruck.“